# David Grønlund
David Mogensen Grønlund (født 15. oktober 1716 i Sankt Agnes Huse ved Roskilde, død 19. december 1784 i Darum Sogn) var en dansk præst og historiker, som er mest kendt for sit berømte værk: Historisk Efterretning om de i Ribe Bye for Hexerie forfulgte og brændte Mennesker, udgivet 1780, som dokumenterer 12 hekseafbrændinger i Ribe i perioden 1572-1652, med processen mod Maren Splids som den mest kendte. Værket består væsentligst af tingbogs-afskrifter, men er tilføjet Grønlunds egne bemærkninger med dyb retshistorisk indsigt, og har nok været årsag til navneændringen af gården 'Grønlund' under Scheelenborg Gods til 'Brockdorf'. 

## Uddannelse og kirkelig karriere
David Mogensen (som senere kaldte sig Grønlund) fødtes i følge Enesteministerialbog 1645-1809, Roskilde Sankt Ibs Sogn, i Sankt Agnes Huse ved Jomfru Kloster, Roskilde, døbt den 18. oktober 1716 i Sankt Ibs Kirke, Sankt Ibs Sogn, Sømme Herred, som søn af Mogens Davidsen og hustru Karen Nielsdatter, og gik 1724-1736 på byens latinskole. Efter teologisk embedseksamen 1738 fra Københavns Universitet arbejdede han som huslærer forskellige steder i Norge, i Topdal, Mandal, Grimstad og igen Mandal, hvor han prægedes i pietistisk retning.
Hjemvendt 1746 til København ordineredes han 1747 som residerende kapellan ved Sankt Katharine Kirke i Ribe og hjælpepræst i Seem Kirke. Der virkede han i 30 år, indtil han 1777 blev præst for Darum og Bramming og fra 1779 tillige provst for Gørding Herred.

## Historisk forfatter
I Ribe deltog Grønlund i byens rige åndsliv med litterære personligheder som bispen Hans Adolph Brorson og skolemændene Christian Falster og Ambrosius Stub. Inspireret af 'Ripæ Cimbricæ' (Ribe Bys Historie) udgivet 1736, efter at manuskriptet ellers var gået til grunde ved Københavns brand 1728, tog han 1750 fat på at gennemgå Ribe Stiftarkivs dokumenter, der henlå i en forseglet kiste, som siden 1741 havde været anbragt i et fugtigt kapel i domkirken. I 1775 henledte den daværende biskop Eiler Hagerup den yngre kancelliets opmærksomhed på stiftsarkivets bevaringstilstand, og det gav anledning til et kongeligt reskript, hvorefter Grønlund skulle affatte en fortegnelse over stiftsarkivets breve. Grønlund afskrev samtlige dokumenter i to eksemplarer, hvoraf det ene sendtes med originalerne til Gehejmearkivet i København, mens han skænkede det andet til Ribe Stiftsarkiv. Arbejdet tog ham 16 måneder og indbragte 150 rigsdaler. Året efter i 1776 forslog han kancelliet, at han ligeledes skulle tage en afskrift af Ribe Rådstuearkivs gamle dokumenter, som han kendte ud og ind, men forslaget vandt ikke tilslutning i København.
Som historisk forsker korresponderede han med adelsgenealogen Terkel Klevenfeldt og i samarbejde med biskop Jørgen Carstens Bloch udsendte han spørgeskemaer til stiftets bisper, med henblik på at udgive et værk om gejstligheden i Ribe Stift gennem tiderne, men disse 'Grønlundske papirer' henlå uudgivne efter hans død.

## Ægteskaber
Grønlund blev gift tre gange: 1. gang 1747 med Rebecca Kirstine Seifert (1719-1761) fra Roskilde, datter af Anne Rasmusdatter Spraa, død 17.5.1743 og kirurg Johan Casper Seifert (Seiffert/Seyfert) se Roskilde Byfoged: Register til Roskilde Købstads skifteprotokol (1729 - 1789), 2. gang 1763 med Margrethe Nielsdatter Hygom (1740-1765), datter af hospitalspræsten ved Ribe Hospital, og 3. gang 1765 med en søsterdatter til sidstnævnte, præstedatteren Lene Cathrine Boysen (1737-1784) fra Lintrup. I ægteskaberne er der registreret 21 børn, hvoraf 6 nåede af blive voksne, og hvoraf 3 sønner blev præster. De fleste pigebørn døde inden 3 års alderen. Det vides ikke hvormange børn han fik med Rebekka inden de blev gift.